# Процесс разработки программного обеспечения
Процесс разработки программного обеспечения (англ. software development process) (жизненный цикл программного обеспечения)— процесс, посредством которого потребности пользователей преобразуются в программный продукт.  Процесс разработки программного обеспечения является составной частью программной инженерии.
Существует несколько моделей такого процесса, каждая из которых описывает свой подход, в виде задач и/или деятельности, которые имеют место в ходе процесса.

## Подпроцессы
Процесс разработки состоит из множества подпроцессов, или дисциплин, некоторые из которых перечислены ниже. Процесс — совокупность взаимосвязанных или взаимодействующих видов деятельности, преобразующих входы в выходы.
- Анализ требований → Спецификация программного обеспечения
- Проектирование программного обеспечения
- Программирование
- Тестирование программного обеспечения
- Системная интеграция (System integration)
- Установка программного обеспечения
- Сопровождение программного обеспечения

## Модели процесса
Модель жизненного цикла — структура процессов и действий, связанных с жизненным циклом, организуемых в стадии.

### Водопадная (каскадная, последовательная) модель
Водопадная модель жизненного цикла (англ. waterfall model) была описана Уинстоном Ройсом в статье "Managing the Development of Large Software Systems" в 1970 г. Она предусматривает последовательное выполнение всех этапов проекта в строго фиксированном порядке. Переход на следующий этап означает полное завершение работ на предыдущем этапе. Требования, определенные на стадии формирования требований, строго документируются в виде технического задания и фиксируются на все время разработки проекта. Каждая стадия завершается выпуском полного комплекта документации, достаточной для того, чтобы разработка могла быть продолжена другой командой разработчиков.
Этапы проекта в соответствии с каскадной моделью:
1. Формирование требований;
2. Проектирование;
3. Реализация;
4. Тестирование;
5. Внедрение;
6. Эксплуатация и сопровождение.

Преимущества:
- Полная и согласованная документация на каждом этапе;
- Легко определить сроки и затраты на проект.

Недостатки:
В водопадной модели переход от одной фазы проекта к другой предполагает полную корректность результата (выхода) предыдущей фазы. Однако неточность какого-либо требования или некорректная его интерпретация в результате приводит к тому, что приходится «откатываться» к ранней фазе проекта и требуемая переработка не просто выбивает проектную команду из графика, но приводит часто к качественному росту затрат и, не исключено, к прекращению проекта в той форме, в которой он изначально задумывался. По мнению современных специалистов, основное заблуждение авторов водопадной модели состоит в предположениях, что проект проходит через весь процесс один раз, спроектированная архитектура хороша и проста в использовании, проект осуществления разумен, а ошибки в реализации легко устраняются по мере тестирования. Эта модель исходит из того, что все ошибки будут сосредоточены в реализации, а потому их устранение происходит равномерно во время тестирования компонентов и системы. Таким образом, водопадная модель для крупных проектов мало реалистична и может быть эффективно использована только для создания небольших систем.

### Итерационная модель
Альтернативой последовательной модели является так называемая модель итеративной и инкрементальной разработки (англ. iterative and incremental development, IID), получившей также от Т. Гилба в 70-е гг. название эволюционной модели. Также эту модель называют итеративной моделью и инкрементальной моделью.
Модель IID предполагает разбиение жизненного цикла проекта на последовательность итераций, каждая из которых напоминает «мини-проект», включая все процессы разработки в применении к созданию меньших фрагментов функциональности, по сравнению с проектом в целом. Цель каждой итерации — получение работающей версии программной системы, включающей функциональность, определённую интегрированным содержанием всех предыдущих и текущей итерации. Результат финальной итерации содержит всю требуемую функциональность продукта. Таким образом, с завершением каждой итерации продукт получает приращение — инкремент — к его возможностям, которые, следовательно, развиваются эволюционно. Итеративность, инкрементальность и эволюционность в данном случае есть выражение одного и того же смысла разными словами со слегка разных точек зрения.
По выражению Т. Гилба, «эволюция — приём, предназначенный для создания видимости стабильности. Шансы успешного создания сложной системы будут максимальными, если она реализуется в серии небольших шагов и если каждый шаг заключает в себе четко определённый успех, а также возможность «отката» к предыдущему успешному этапу в случае неудачи. Перед тем, как пустить в дело все ресурсы, предназначенные для создания системы, разработчик имеет возможность получать из реального мира сигналы обратной связи и исправлять возможные ошибки в проекте».
Подход IID имеет и свои отрицательные стороны, которые, по сути, — обратная сторона достоинств. Во-первых, целостное понимание возможностей и ограничений проекта очень долгое время отсутствует. Во-вторых, при итерациях приходится отбрасывать часть сделанной ранее работы. В-третьих, добросовестность специалистов при выполнении работ всё же снижается, что психологически объяснимо, ведь над ними постоянно висит ощущение, что «всё равно всё можно будет переделать и улучшить позже».
Различные варианты итерационного подхода реализованы в большинстве современных методологий разработки (RUP, MSF, XP).

### Спиральная модель
Спиральная модель (англ. spiral model) была разработана в середине 1980-х годов Барри Боэмом. Она основана на классическом цикле Деминга PDCA (plan-do-check-act). При использовании этой модели ПО создается в несколько итераций (витков спирали) методом прототипирования.
Каждая итерация соответствует созданию фрагмента или версии ПО, на ней уточняются цели и характеристики проекта, оценивается качество полученных результатов и планируются работы следующей итерации.
На каждой итерации оцениваются:
- риск превышения сроков и стоимости проекта;
- необходимость выполнения ещё одной итерации;
- степень полноты и точности понимания требований к системе;
- целесообразность прекращения проекта.

Важно понимать, что спиральная модель является не альтернативой эволюционной модели (модели IID), а специально проработанным вариантом. К сожалению, нередко спиральную модель либо ошибочно используют как синоним эволюционной модели вообще, либо (не менее ошибочно) упоминают как совершенно самостоятельную модель наряду с IID.
Отличительной особенностью спиральной модели является специальное внимание, уделяемое рискам, влияющим на организацию жизненного цикла, и контрольным точкам. Боэм формулирует 10 наиболее распространённых (по приоритетам) рисков:
1. Дефицит специалистов.
2. Нереалистичные сроки и бюджет.
3. Реализация несоответствующей функциональности.
4. Разработка неправильного пользовательского интерфейса.
5. Перфекционизм, ненужная оптимизация и оттачивание деталей.
6. Непрекращающийся поток изменений.
7. Нехватка информации о внешних компонентах, определяющих окружение системы или вовлеченных в интеграцию.
8. Недостатки в работах, выполняемых внешними (по отношению к проекту) ресурсами.
9. Недостаточная производительность получаемой системы.
10. Разрыв в квалификации специалистов разных областей.

В сегодняшней спиральной модели определён следующий общий набор контрольных точек:
1. Concept of Operations (COO) — концепция (использования) системы;
2. Life Cycle Objectives (LCO) — цели и содержание жизненного цикла;
3. Life Cycle Architecture (LCA) — архитектура жизненного цикла; здесь же возможно говорить о готовности концептуальной архитектуры целевой программной системы;
4. Initial Operational Capability (IOC) — первая версия создаваемого продукта, пригодная для опытной эксплуатации;
5. Final Operational Capability (FOC) –— готовый продукт, развернутый (установленный и настроенный) для реальной эксплуатации.